# Doing Time on Maple Drive
Pour plus de détails, voir Fiche technique et Distribution.
Doing Time on Maple Drive est un téléfilm américain réalisé par Ken Olin, sorti en 1992.

## Synopsis
Tim, deuxième enfant de la famille Carter, cache son homosexualité à ses parents conservateurs. Il sombre dans l'alcoolisme et fait une tentative de suicide.

## Fiche technique
- Titre : Doing Time on Maple Drive
- Réalisation : Ken Olin
- Scénario : James Duff
- Musique : Laura Karpman
- Photographie : Bing Sokolsky
- Montage : Elba Sanchez-Short
- Production : Paul Lussier
- Société de production : FNM Films
- Pays :  États-Unis
- Genre : Drame
- Durée : 92 minutes
- Première diffusion : 
  -  États-Unis : 16 mars 1992

## Distribution
- James Sikking : Phil Carter
- Bibi Besch : Lisa Carter
- William McNamara : Matt Carter
- Jayne Brook : Karen
- David Byron : Tom
- Lori Loughlin : Allison
- Jim Carrey : Tim Carter
- Philip Linton : Andy
- Bennett Cale : Kyle
- Mark Chaet : Nick
- Janice Lynde : Judy
- George Roth : Dr. Norman
- Parker Whitman : Gene
- Danielle Michonne : Cindy
- Toni Sawyer : Millie
- Bodhi Elfman : Joe
- Mike Marikian : Kevin
- Courtenay McWhinney : Clara

## Distinctions
Le film a été nommé pour trois Primetime Emmy Awards.